# 万福寺 (福清市)
万福寺（まんぷくじ）は、中華人民共和国福建省福州市福清市黄檗山にある仏教寺院。萬福寺の祖寺。現寺は1989年から1997年までの所建である。

## 歴史
唐の貞元5年（789年）に慧能の弟子の正干が建立したのがこの地の始まりで、創建当初は般若堂と称していた。大中2年（848年）、黄檗希運が万福寺にて出家得度。
北宋の紹興年間（1131年 - 1162年）、臨済宗の楊岐派の善果禅師は湖南寧郷密印寺から福建黄檗山に来て、10年住まった。
明の洪武23年（1390年）、大休和尚により再興。嘉靖34年（1555年）、倭寇の火難で、寺は全焼した。孫鑑源・孫鏡源は北京の宰相葉向高の助を得て、朝廷は678通の経書、紫袈裟の3つを所蔵し、同時に「万福禅寺」の額を賜った。1929年、寺の僧は湖州の金粟山広慧寺に頼み、密雲円悟を住職に迎えた。崇禎6年（1633年）、密雲円悟は退居し、費隠通容が後任として主宰した。崇禎10年（1637年）、隠元隆琦が心印を伝え、万福寺を主宰。彼は漳州・潮州の一帯まで遠征し、数年間の苦心を経て、大雄宝殿、法堂、山門、斎堂、鐘鼓楼、倉庫、寮などの大きさは30余りだった。
清の順治11年（1654年）に隠元隆琦が日本に渡り、門人の慧門性沛が住職を引き継いだ。乾隆年間（1736年 - 1795年）、寺はまた衰微し、僧侶の清馥は寺院を修復した。
1928年に万福寺は土石流によって建物がすべて崩壊。1949年、伽藍を焼失し、現在の伽藍は1989年から1997年まで再建されたものである。1979年、日本の黄檗宗の各寺は、宗議会の吉井鳩峰議長を団長として「古黄檗拜塔友好訪華団」を結成し、黄檗山万福寺を訪れた。1983年、日本の黄檗宗は「日本黄檗山万福寺開山隠元禅師東渡振錫之地」の碑を建立した。同年、中華人民共和国国務院は仏寺を漢族地区仏教全国重点寺院に認定した。1989年4月に「福清黄檗山万福寺修建委員会」を設立。元中国仏教協会会長の趙樸初が名誉主任を務めた。元福建仏教協会会長、厦門市南普陀寺方丈の妙湛法師が主任となった。1989年に寺院の再建が始まり、1997年に完成した。1997年12月8日、寺院では建設と仏像の開光式が行われた。2016年、起業家の曹徳旺は2.5億円を寄付して万福寺を再建。

## 伽藍
山門、天王殿、鐘楼、鼓楼、大雄宝殿、祖師殿、法堂